# Félix-Clair Ridel
Félix-Clair Ridel (aussi orthographié Félix Clair Ridel), né le 7 juillet 1830 à Chantenay-sur-Loire et mort le 20 juin 1884 à Vannes, est un missionnaire catholique français des Missions étrangères de Paris (MEP) en Corée.

## Biographie
Félix-Clair Ridel est né le 7 ou le 10 juillet 1830 à Chantenay-sur-Loire (devenu Nantes) dans la paroisse Saint-Martin, de François André Ridel, constructeur de navires à Chantenay, et d'Anne Marie Bonnissant.

### Études
Il étudie de 1843 à 1847 aux Couëts dans un collègue ecclésiastique puis au grand séminaire de Nantes et enfin au séminaire de Saint-Sulpice de Paris.

### Parcours religieux
Il est ordonné prêtre le 19 décembre 1857 à Paris pour le diocèse de Nantes[réf. nécessaire]. Il voulait directement devenir missionnaire mais il obéit à son évêque et devient vicaire à La Renaudière[réf. nécessaire].
Il entre aux Missions étrangères de Paris (MEP) le 29 juillet 1859. Il se forme et part une année plus tard, le 25 juillet 1860 en Corée.

#### Missionnaire en Corée (1860-1878)
Lorsqu'il pénètre le 31 mars 1861 en Corée la religion chrétienne est interdite.
Une fois à l'intérieur du pays, il étudie la langue coréenne, il y administre une zone en 1862, et y évangélise des provinces en 1864.
Il échappe avec deux autres missionnaires[réf. nécessaire] à la persécution de 1866 et le chef de mission lui ordonne de fuir vers la Chine. Il fuit vers Shanghai (alors nommé "Chang-haï") et rend compte des évènements en Corée.
Il est interprète de la mission navale de l'escadre française menée par le contre-amiral Roze, puis doit rentrer de sa mission.
Le 27 avril 1869, il est nommé par Pie IX évêque de Philippopolis-en-Thrace (de) et vicaire apostolique de la Corée, il reçoit son ordination épiscopale à Rome le 5 juin 1870 de la part du cardinal de Bonnechose, les co-consécrateurs étaient le vicaire apostolique du Liaodong et de la Mandchourie, Emmanuel Verrolles (MEP), et le vicaire apostolique du Japon, Bernard Petitjean (MEP)[réf. nécessaire].
Il retourne en Chine en Mandchourie proche de la frontière coréenne. Il essaye à plusieurs fois de franchir la frontière vers la Corée avant d'y parvenir en septembre 1877. À son arrivée, il s’efforce de reconstruire la communauté catholique en Corée à la suite des persécutions et de l'absence prolongée des missionnaires[réf. nécessaire].
Il est arrêté à Séoul le 28 janvier 1878 et est retenu en captivité pendant quatre mois, avant d'être libéré le 5 juin 1878 et expulsé vers la Chine. Cette libération est réalisée grâce à l'action du ministre de France à Pékin avec les gouvernements chinois et japonais.
Il réalise avec des missionnaires deux œuvres, un dictionnaire français-coréen en 1800 et une grammaire de coréen en 1881. Ces deux livres font parler d'eux au point que les anglais lui proposeront de traduire le livre et les allemands de lui en acheter les droits ce qu'il refusera par patriotisme.
Après la Corée, il décide de voyager. En 1882, il est touché par la paralysie à Nagasaki. Il est forcé de revenir en France.
Il est chanoine honoraire des cathédrales de Nantes et de Vannes.

### Mort
Il meurt à Vannes le 20 juin 1884. Il est enterré dans le cimetière de cette ville.

## Publications
Il a publié un journal de sa captivité à Séoul :
- Félix-Clair Ridel, Relation de la captivité et de la délivrance de Mgr Ridel,... vicaire apostolique de la Corée, V. Lecoffre, 1879 (lire en ligne)
- Félix-Clair Ridel et Adrien Launay, Ma captivité dans les prisons de Séoul, Desclée, de Brouwer et Cie, 1901 (lire en ligne)

Il a dirigé la création de différents ouvrages :
- Missions étrangères de Paris, Dictionnaire coréen-français, contenant..., C. Lévy, 1880 (lire en ligne)
- Missions étrangères de Paris, Grammaire coréenne, précédée..., impr. de L. Lévy et S. Salabelle, 1881 (lire en ligne)

Il est le sujet d'un livre de 1890 écrit par Arthur Piacentini :
- Arthur Piacentini, Mgr Ridel, évêque de Philippolis, vicaire apostolique de Corée : d'après sa correspondance, E. Vitte, 1890 (OCLC 1049695567)